# Annie Gordon Baillie
Annie Gordon Baillie (febrero de 1848 - después de 1900) fue una estafadora escocesa que, a lo largo de una carrera criminal que abarcó cuatro décadas y tres continentes, defraudó a comerciantes, aristócratas, terratenientes y donantes caritativos mediante elaborados planes y más de cuarenta alias.
Nacida en la pobreza y el analfabetismo, saltó a la infamia en la Gran Bretaña victoriana, Australia y América del Norte, antes de desaparecer de los registros públicos a principios del siglo XX.

## Primeros años de vida
Annie Gordon Baillie nació en febrero de 1848 en Peterhead, Aberdeenshire, Escocia, hija ilegítima de una lavandera y un padre desconocido. Pasó su infancia entrando y saliendo de hogares pobres, recibiendo poca educación formal y permaneciendo en gran medida analfabeta hasta la edad adulta. A pesar de sus orígenes humildes, sus contemporáneos notaron su sorprendente belleza y encanto, rasgos que luego explotaría en sus estafas. 

## Carrera criminal

### Delitos tempranos (década de 1860 y década de 1870)
A sus veinte años, Baillie había comenzado a defraudar a comerciantes locales en toda Escocia y el norte de Inglaterra acumulando grandes facturas impagas bajo diversos títulos inventados y pretextos sociales. En 1872 fue declarada culpable de obtener bienes mediante falsos pretextos y condenada a nueve meses de prisión.

### Ascenso a la prominencia
Tras su liberación, Baillie adoptó docenas de alias que sonaban aristocráticos (al menos cuarenta en total) y amplió sus planes más allá de pequeños fraudes:
- Escuela protestante para niñas en Roma: haciéndose pasar por una aristócrata filantrópica, recaudó suscripciones para una escuela para niñas en el corazón de la Italia católica. La escuela nunca fue construida. [3][1]

- Plan de reubicación de los crofters (década de 1880): Durante la Guerra de los Crofters en la Isla de Skye, convenció a unos 1.000 agricultores arrendatarios para que financiaran una emigración masiva a marismas recuperadas cerca de Melbourne, Australia. Ninguna de las tierras fue jamás asegurada, y Baillie desapareció después de recolectar los fondos[3][4]

- Benefactores admirados: Se congració con oficiales militares y miembros de la alta sociedad (en una ocasión persuadió a un almirante de la Marina Real para que financiara su lujoso estilo de vida). Incumplió todas las obras de caridad prometidas.[2]

A lo largo de estas operaciones, Baillie mantuvo múltiples identidades simultáneas, lo que le permitió reabrir líneas de crédito incluso cuando era buscada bajo otro nombre.

## Arrestos y condenas
A pesar de los numerosos cargos legales en Gran Bretaña, Australia y Estados Unidos, Baillie a menudo eludió una pena de prisión de larga duración explotando registros inconsistentes y lagunas jurisdiccionales. Entre sus sentencias más sustanciales se encuentran:
- 1872 (Gran Bretaña): Nueve meses por fraude.[1]
- Finales de la década de 1870 (Inglaterra): cinco años de trabajos forzados por un importante fraude de confianza que involucraba a donantes de alto perfil.[3]
- 1888 (Escocia): Arresto definitivo y condena, lo que resultó en un total acumulado de doce años tras las rejas.[2]

Tras su liberación alrededor de 1900, Baillie adoptó una nueva identidad en los Estados Unidos y desde entonces no existen registros de su paradero.